# Kamper

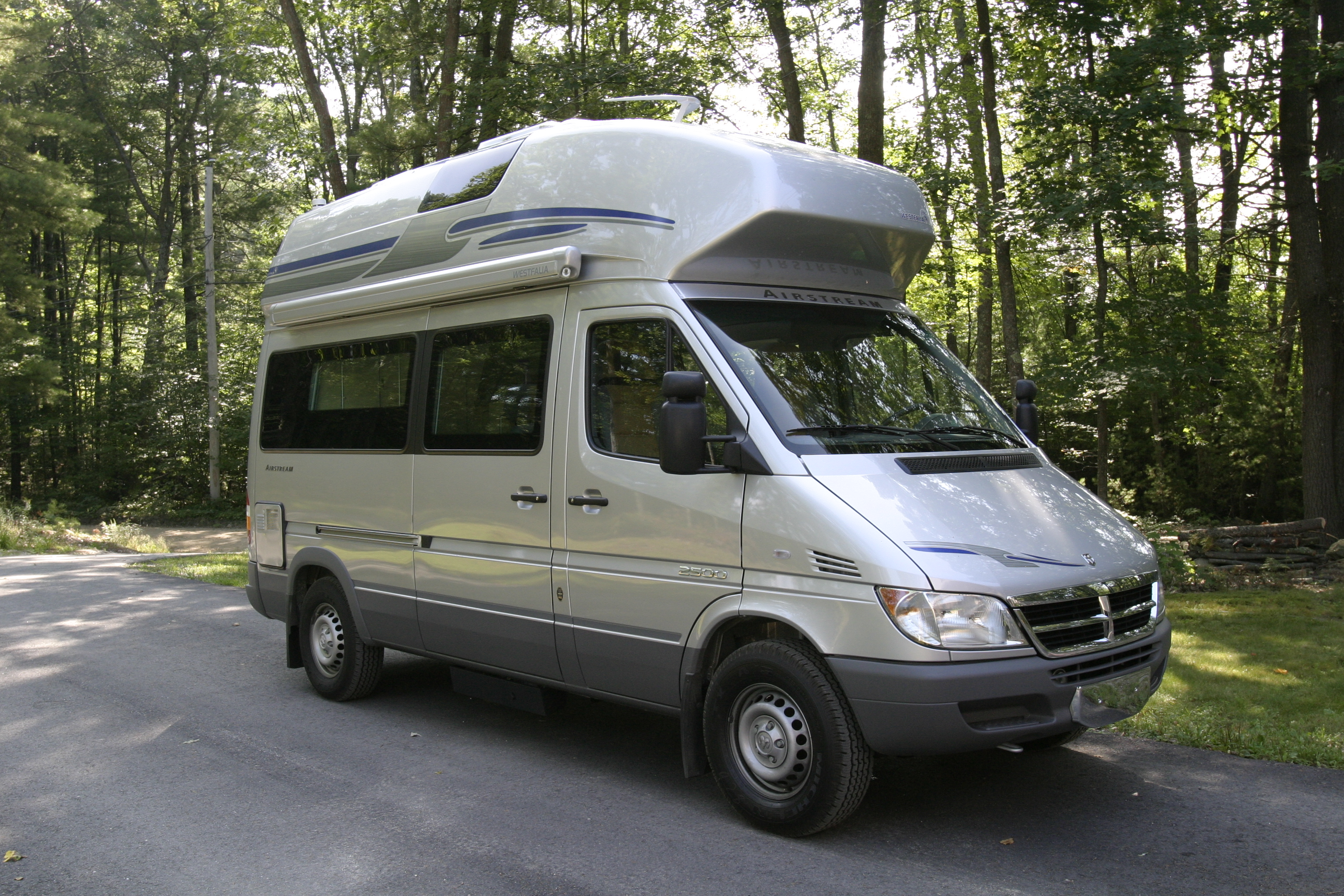
Kamper zbudowany na bazie Dodge Sprintera (amerykańskiej wersji Mercedesa Sprintera)

Kamper (ang. RV lub camper) lub samochód kempingowy – typ samochodu, który został zbudowany lub wyposażony do pełnienia funkcji autonomicznego pojazdu turystycznego. Zapewnia podróżującym nim pasażerom miejsca m.in. do spania i wypoczynku, a ponadto specjalna zabudowa zapewnia miejsce i sprzęt do przechowywania żywności i sporządzania posiłków oraz wydzieloną część sanitarną z ubikacją, umywalką i najczęściej prysznicem.
Kamper określa się również terminem RV, od angielskich słów „recreational vehicle” (dosłownie: pojazd rekreacyjny). Turystyka z użyciem kamperów oraz przyczep kempingowych nazywana jest karawaningiem.

## Historia

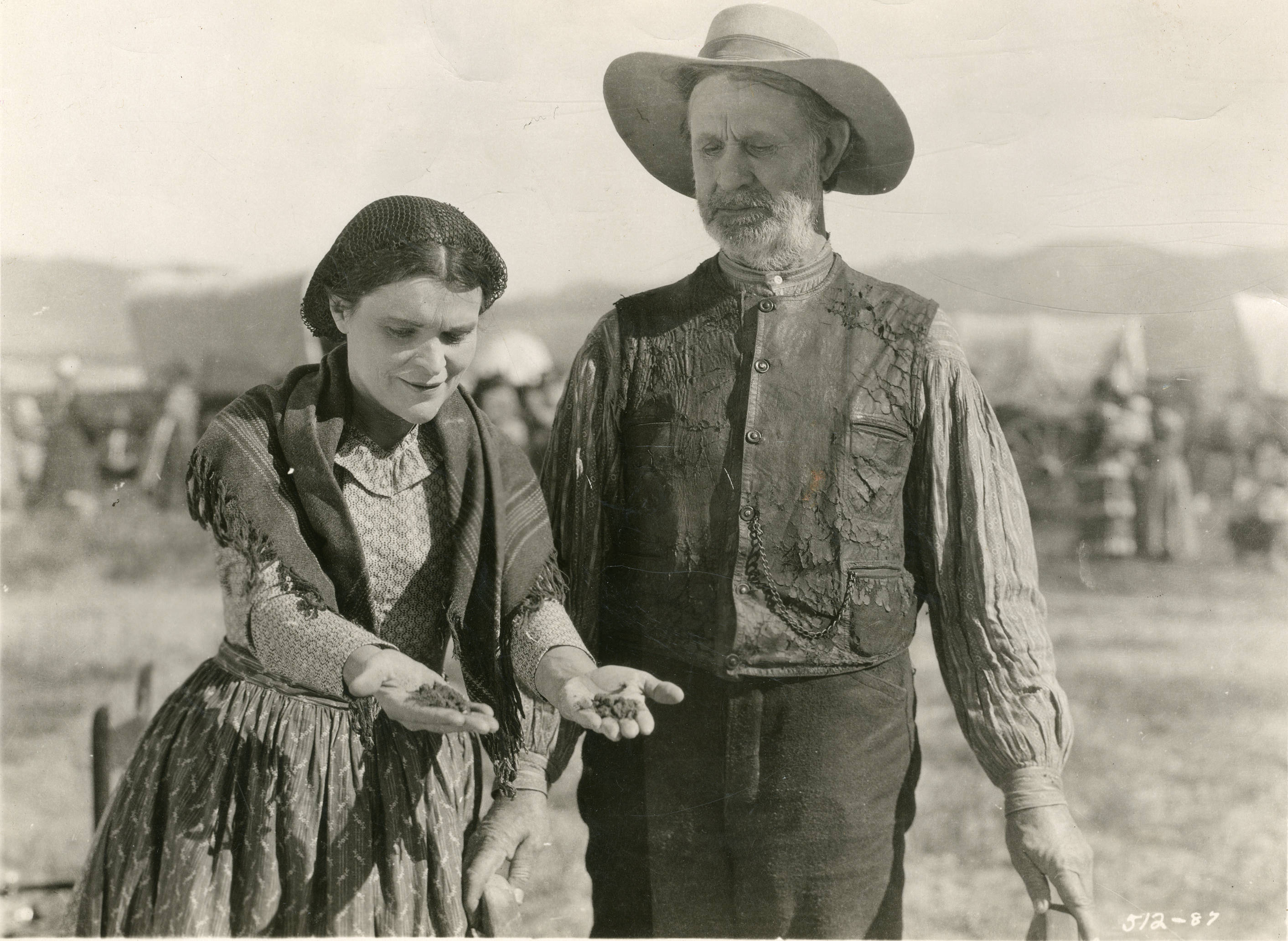
Kadr z amerykańskiego westernu The Covered Wagon z 1923 roku, przedstawia bohaterów na tle wozów mieszkalnych.

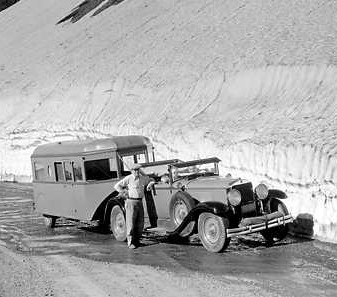
Turystyczna przyczepa samochodowa z 1933 roku.

Prekursorami kamperów były dyliżanse z miejscami do spania dla pasażerów oraz mobilne domy mieszkalne, ciągnięte przez konie, używane powszechnie przez tabory, nomadów, cyrkowców oraz wędrowne grupy teatralne. Pierwotnie tego typu pojazdy wykorzystywano do przemieszczania się, organizacji życia i pracy.
W XIX wieku w Stanach Zjednoczonych pojawiły się wagony służące do podróży i mieszkania. Korzystający z nich turyści mogli zwiedzać kraj w okolicach linii kolejowych. W 1869 roku w Bostonie ukazała się opisująca nowy rodzaj turystyki książka Williama Murraya Adventures in the Wilderness; Or, Camp-Life in the Adirondacks, która przyczyniła się do wzrostu zainteresowania podróżami.
W 1880 roku brytyjska firma Bristol Carriage Company zbudowała konny wóz kempingowy dla turystów, a w 1885 roku firma Benz dopuściła do sprzedaży turystyczny automobil.
Pierwsze samochody rekreacyjne (uznane za prototypy współczesnych kamperów) zaczęto produkować w 1910 roku w Stanach Zjednoczonych, pozwalały podróżującym na przygotowanie posiłków w pojeździe, posiadały wyposażenia toaletowe i miejsce do snu. Umożliwiały turystom podróże w dowolne miejsce, bez konieczności trzymania się linii kolejowych, którą wymuszały wagony turystyczne. Ich popularność rosła wraz z budową nowych dróg, stacji benzynowych i rozwojem infrastruktury.
W 1912 roku skonstruowano pierwszą mieszkalną przyczepę, holowaną przez samochód.
W 1915 roku amerykańskie gazety opisały zbudowaną na zamówienie ośmiotonową furgonetkę wyposażoną w kuchnię i prysznic, mogącą pomieścić jedenaście osób, którą Roland R. Conklin odbył podróż turystyczną z rodziną od Nowego Jorku do San Francisco. Poszczególne etapy wycieczki relacjonowano na łamach prasy, a kolejni turyści postanowili powtórzyć trasę Conklina. W 1919 roku w Stanach Zjednoczonych założono pierwszą organizację skupiającą turystów podróżujących kamperami o nazwie „The Tin Can Tourists”, która istnieje do dziś i obecnie zajmuje się rekonstrukcją starych pojazdów.
W latach trzydziestych kampery produkowały największe przedsiębiorstwa motoryzacyjne (między innymi Ford), pojawiły się modele wyposażone w prąd i wodę. Seryjna produkcja w znaczący sposób wpłynęła na wzrost ich popularności. W 1930 roku pierwsze przyczepy kampingowe pojawiły się w Polsce.
Rozwój karawaningu został zahamowany przez wielki kryzys, II wojnę światową i zniszczenia wojenne. W latach pięćdziesiątych ponownie zaczęto produkować kampery, zbliżone technologicznie do współczesnych modeli, z systemami hydraulicznymi i chłodzeniem.
Kierowcy i użytkownicy kamperów indywidualnie udoskonalali samochody, produkowane seryjnie. W 1957 roku na łamach tygodnika Motor opisano polskie małżeństwo, które samodzielnie zbudowało pojazd turystyczny, aby odbyć podróż po Europie. W 1961 roku skonstruowano model z łodzią, montowaną na dachu pojazdu.
Od lat sześćdziesiątych kampery są powszechnie znane i używane w celach turystycznych w większości krajów świata. Z biegiem lat producenci zoptymalizowali ich kształt na bardziej aerodynamiczny, pozwalający na zwiększenie prędkości i oszczędność paliwa. Wraz z rozwojem technologii wyposaża się je w nowoczesne urządzenia, typu: telewizor, zamrażarka, klimatyzacja, ogrzewanie, instalacja solarna itp.

## Statystyka

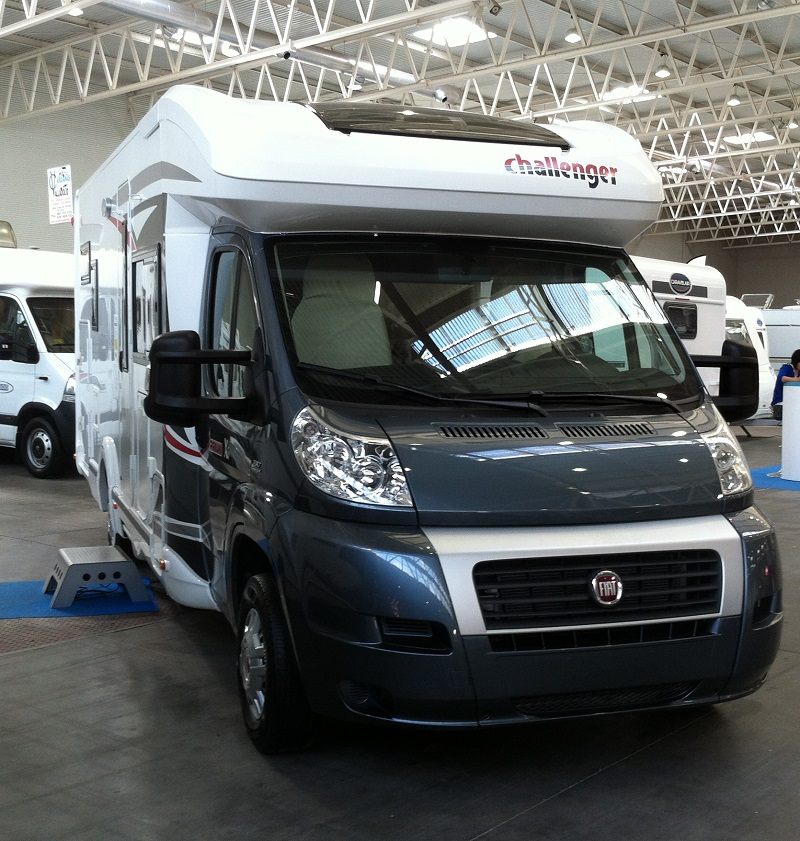
Kamper typu półintegra.

W Polsce zarejestrowanych jest około 21 000 kamperów i około 120 000 przyczep kempingowych. Z danych Centralnej Ewidencji Pojazdów i Kierowców wynika, że w Polsce notuje się wzrost zakupu tych pojazdów. W 2020 roku zarejestrowano ponad 3 000 kamperów, blisko 30% więcej niż w 2019 roku. Większość używanych pojazdów sprowadzana jest z zagranicy. 
W Stanach Zjednoczonych zarejestrowanych jest ponad 9 milionów kamperów. 10% turystów używa kamperów do wypoczynku na świeżym powietrzu. W 2020 roku około 46 milionów Amerykanów planowało wyjazd na wakacje kamperem.
W 2020 roku w Europie zarejestrowano blisko 160 000 kamperów. Najwięcej na terenie Niemiec, gdzie roczna sprzedaż (liczona wraz z przyczepami) wynosi 100 000 pojazdów. W tym kraju notuje się również najwyższy wzrost sprzedaży. W 2020 roku liczba rejestracji zwiększyła się o 28% w stosunku do 2019 roku. 
Inne kraje z wysoką liczbą zarejestrowanych kamperów to: Francja, Wielka Brytania i Włochy. Karawaning jest również popularny w Holandii, w której na tysiąc mieszkańców przypada 90 zarejestrowanych kamperów.

## Rodzaje kamperów
Wyróżnia się cztery podstawowe kategorie, zróżnicowane pod względem konstrukcji:
- Campervan -  najmniejszy typ kampera, oparty zazwyczaj na bazie klasycznego vana. Jego kompaktowe rozmiary umożliwiają swobodne parkowanie w przestrzeni miejskiej, co jest istotne z punktu widzenia mobilności. Wyposażenie obejmuje najważniejsze elementy: rozkładane łóżko, niewielką kuchenkę oraz lodówkę. Rozwiązanie to sprawdza się w przypadku par oraz krótkich wyjazdów rekreacyjnych.

- Alkowa - posiada charakterystyczną nadbudowę nad kabiną kierowcy. Wygospodarowane jest w niej dodatkowe miejsce do spania. Alkowa budowana jest na podwoziu pojazdów dostawczych i oferuje większą przestrzeń użytkową niż campervan. Jest szczególnie popularna wśród rodzin, gdyż zapewnia wydzielone strefy sypialne dla rodziców oraz dzieci.

- Półintegra (półzintegrowany) -  kompromis między komfortem a praktycznością. W tym typie kabina kierowcy jest połączona z częścią mieszkalną, przy jednoczesnym zachowaniu oryginalnego kokpitu pojazdu bazowego. Przestrzenność i funkcjonalność sprawiają, że półintegra jest rekomendowana zarówno na średnie, jak i dłuższe podróże.

- Integra – najbardziej zaawansowany i luksusowy wariant kampera. W tej konstrukcji kabina kierowcy jest w pełni zintegrowana z częścią mieszkalną. Pojazd wyróżnia się panoramiczną przednią szybą oraz wysokim standardem wykończenia wnętrza. Integra oferuje maksymalny komfort podróżowania, przy czym należy podkreślić, iż jest to rozwiązanie kosztowne zarówno w zakupie, jak i eksploatacji. Najczęściej wybierana przez użytkowników oczekujących najwyższego standardu i wygody w trakcie podróży. Warto dodać, że tego typu kampery wymagają już posiadania prawa jazdy kat. C.

## Przepisy prawa

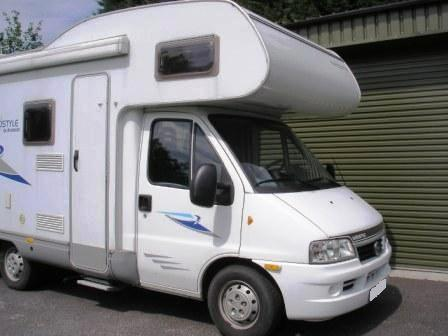
Kamper typu alkowa.

Zgodnie z obowiązującym w Polsce prawem kampery o wadze do 3,5 tony może prowadzić kierowca posiadający prawo jazdy kategorii B, cięższe pojazdy wymagają prawa jazdy kategorii C. Wynika to z zapisów Ustawy z dnia 5 stycznia 2011 r. o kierujących pojazdami. Do dopuszczalnej masy zalicza się nie tylko sam kamper, ale również jego wyposażenie. Podczas jazdy pasażerowie muszą zająć miejsca siedzące. Nie wolno przebywać w części wypoczynkowej pojazdu, która uniemożliwia używanie pasów bezpieczeństwa. 
Organizacje turystyczne i media branżowe podnoszą problem niejednoznaczności przepisów prawa w zakresie dopuszczalnej prędkości kamperów. Parametry dla samochodów osobowych (o wadze do 3,5 tony) oraz samochodów ciężarowych (o wadze powyżej 3,5 tony) określa Ustawa z dnia 20 czerwca 1997 r. - Prawo o ruchu drogowym. Jednak kamper często rejestrowany jest jako „pojazd specjalny kempingowy”, (który formalnie nie jest ani samochodem osobowym, ani ciężarowym), co powoduje, że wykładnia przepisów staje się dla kierowców niejasna i sporna.

## Organizacje i czasopisma
W wielu krajach działają organizacje promujące podróże kamperami i wydające czasopisma branżowe.

### Polska
W Polsce działają: Stowarzyszenie „Polska Grupa Caravaningowa", prowadzące akcje edukacyjne w zakresie bezpiecznego karawaningu, Polska Federacja Campingu i Caravaningu i Polski Związek Motorowy.
Wydawany jest dwumiesięcznik branżowy pod tytułem „Polski Caravaning”.

### Inne kraje
W Stanach Zjednoczonych działają: NAFCA (ang. North American Family Campers Association) i ACA (ang. American Camp Association), w Wielkiej Brytanii CAMPA (ang. Campervan and Motorhome Professional Association), w Nowej Zelandii: New Zealand Motor Caravan Association.
Lokalne stowarzyszenia z krajów Unii Europejskiej zrzesza Europejska Federacja Karawaningu (ang. European Caravan Federation).
Wydawane są magazyny branżowe, np. „ProMobile” i „Reise Mobile” na terenie Niemiec, w Stanach Zjednoczonych "Girl Camper Magazine", przeznaczony dla kobiet turystek.

## Galeria

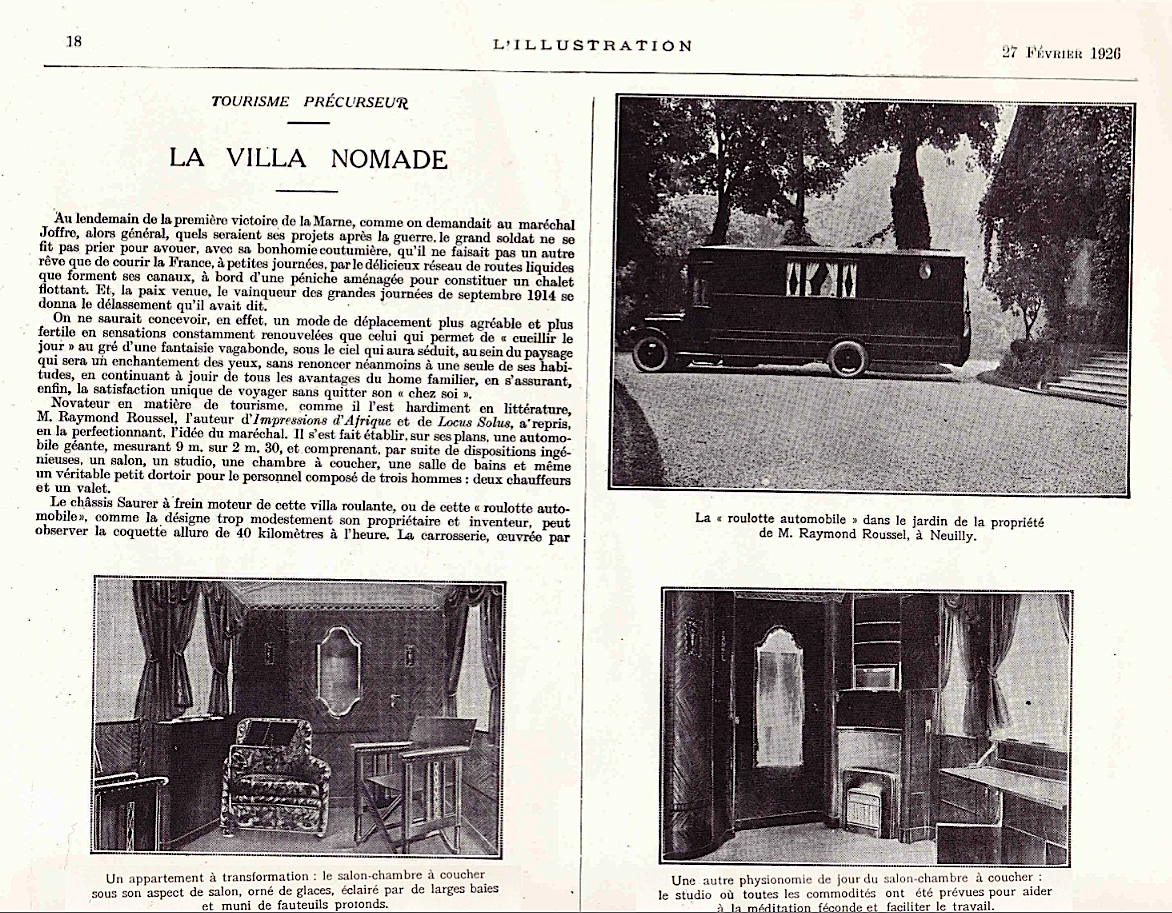
Artykuł o kamperach we francuskim magazynie turystycznym z 1926 roku.
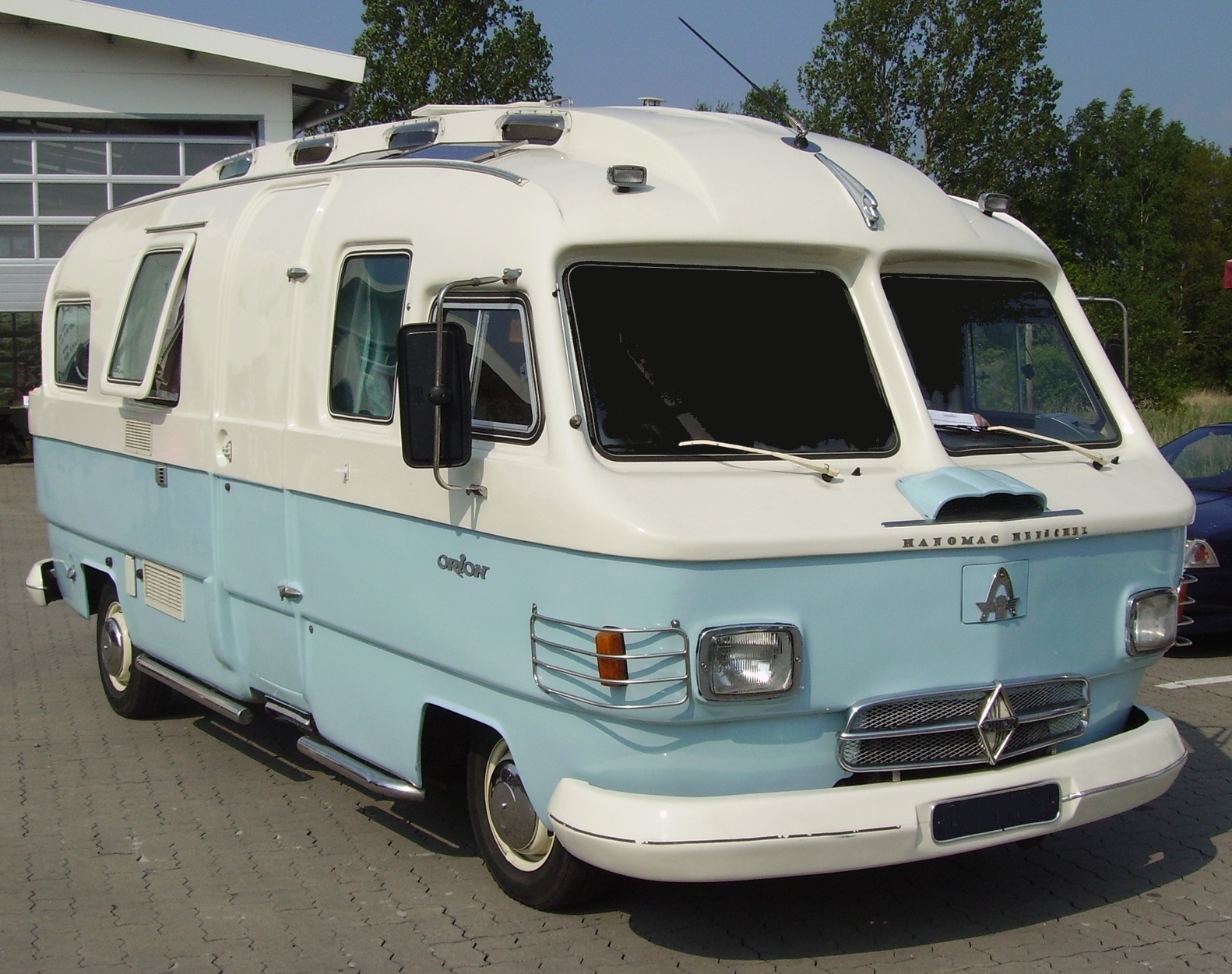
Amerykański kamper z lat siedemdziesiątych.
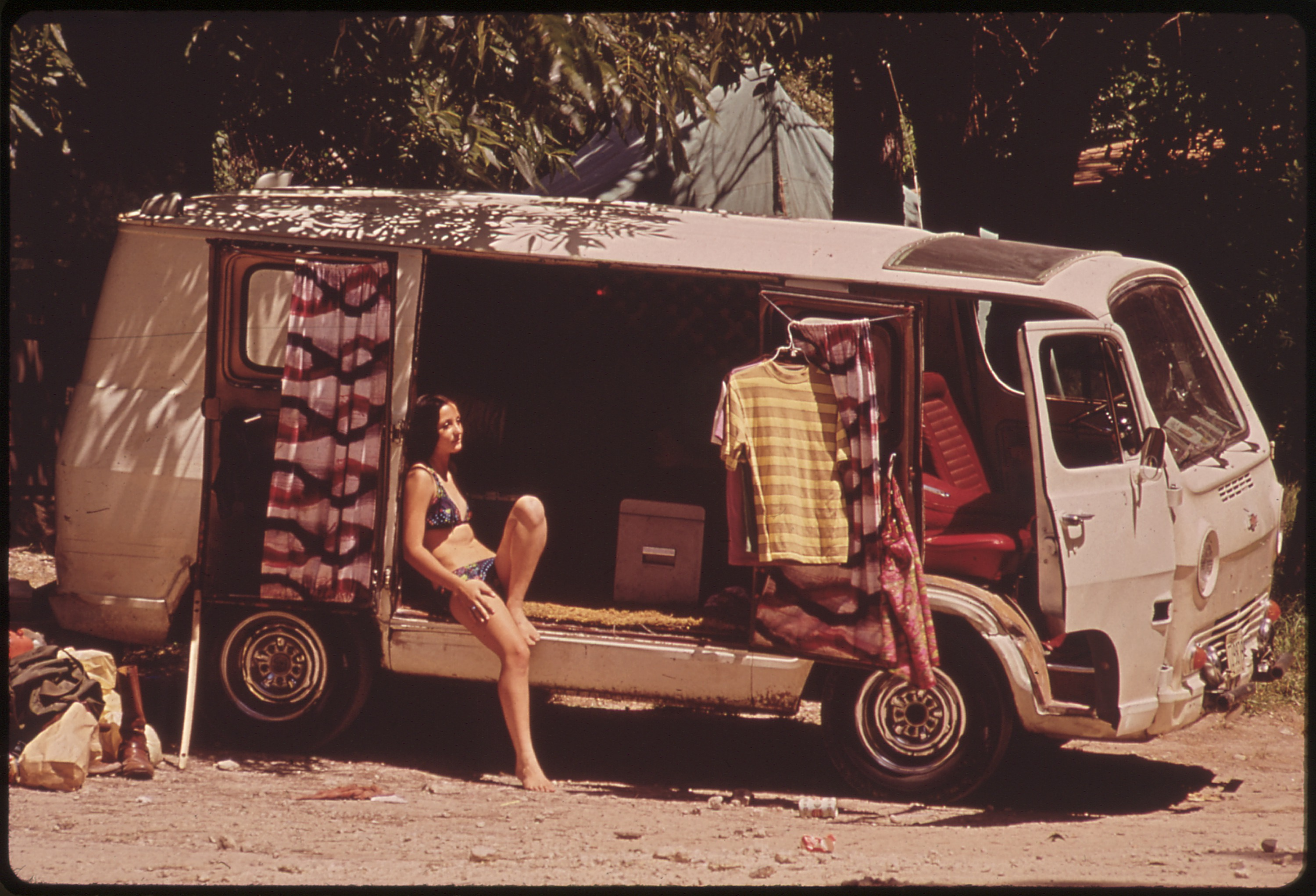
Amerykańska turystka w kamperze. 1970 rok.
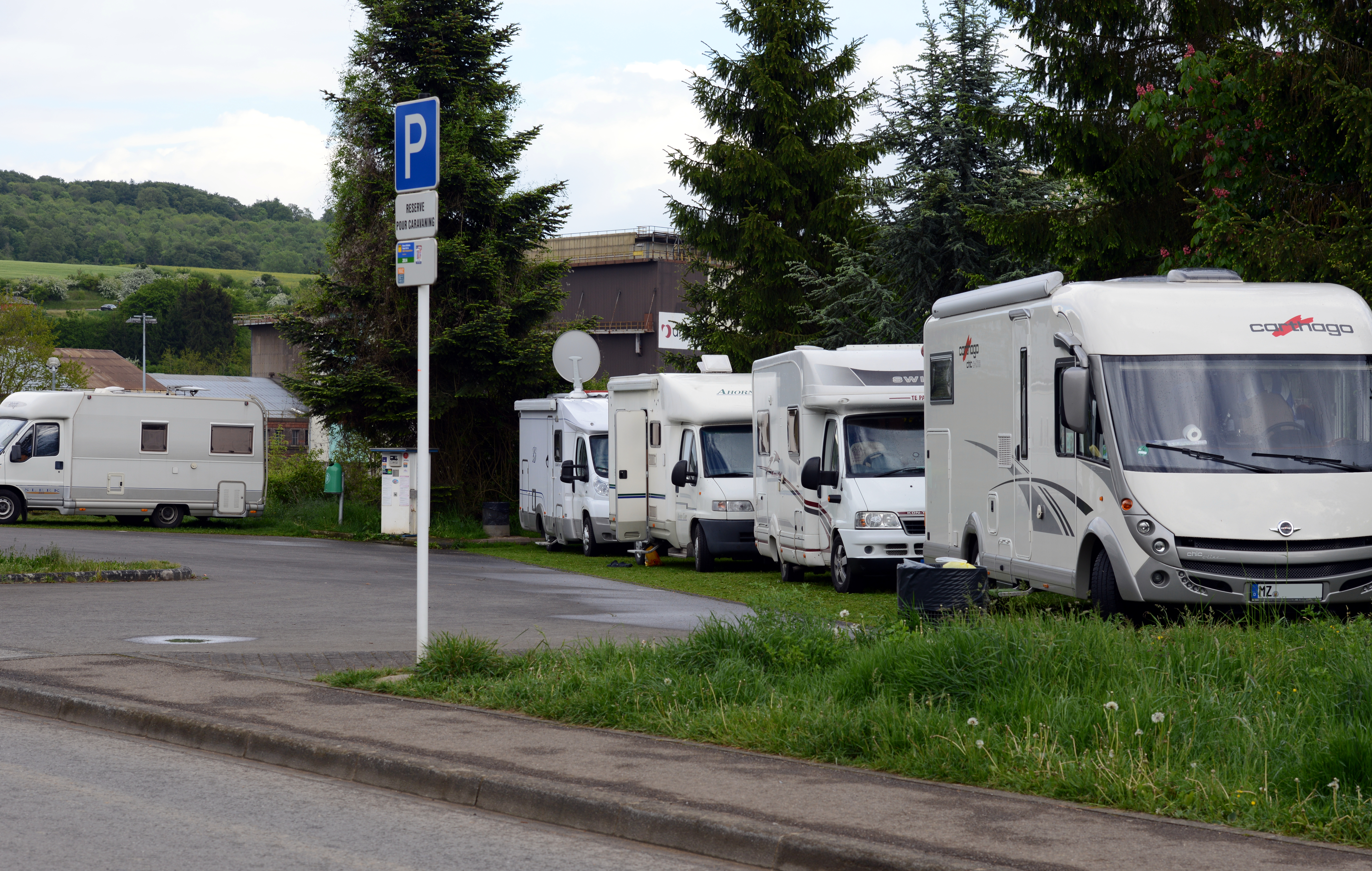
Parking dla kamperów w Luksemburgu.
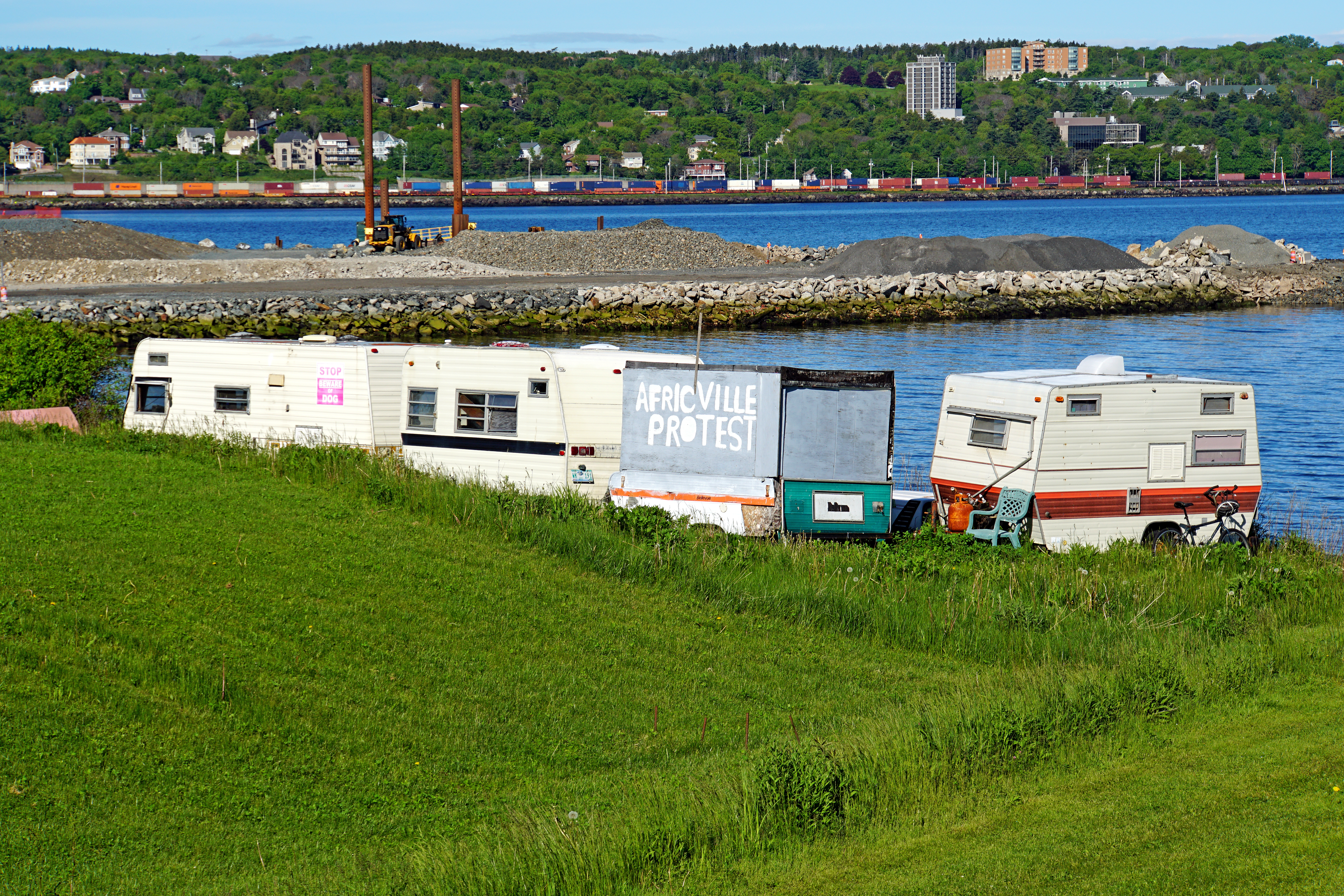
Kampery nad kanadyjskim jeziorem.
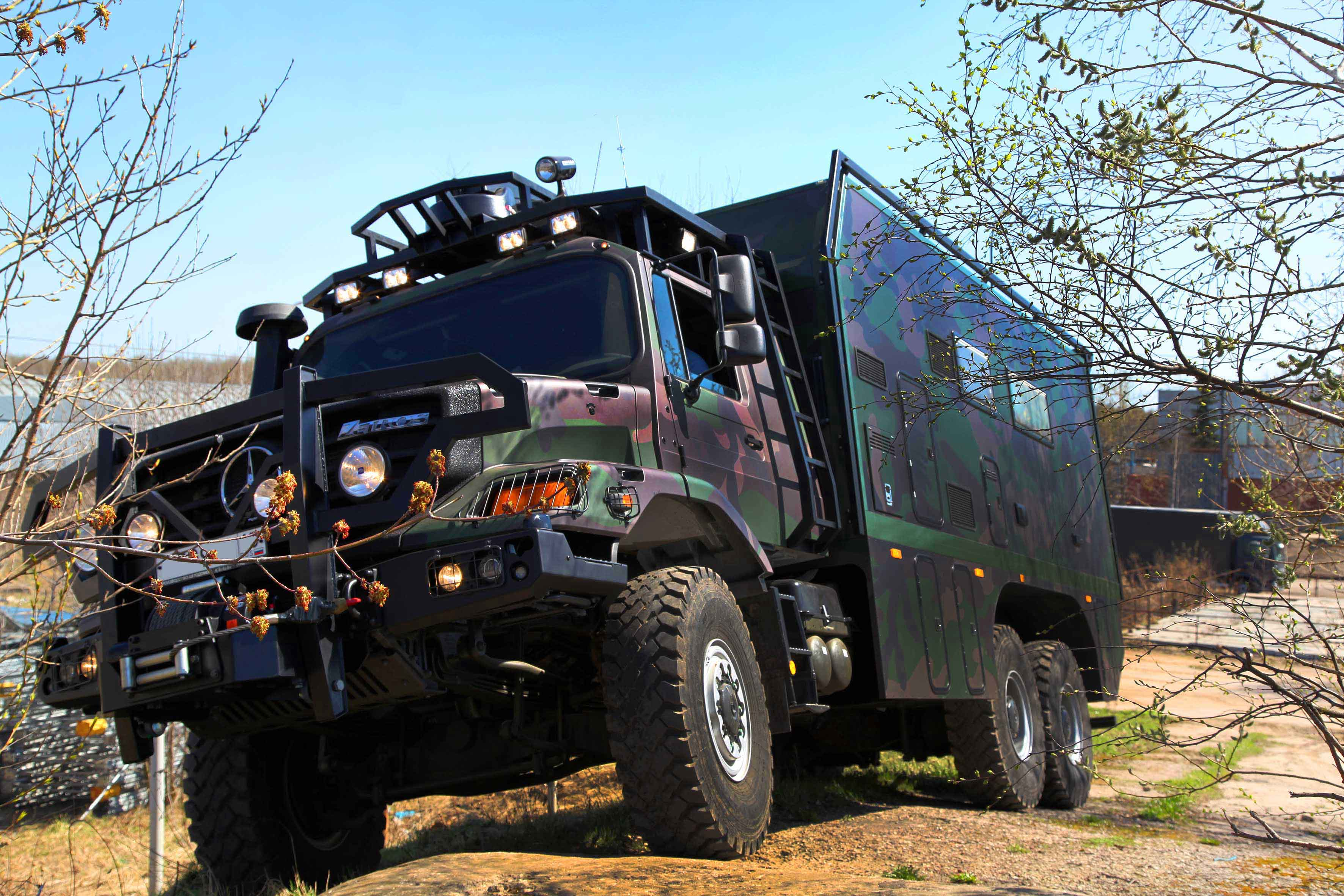
Rosyjski kamper zbudowany na bazie samochodu Mercedes-Benz Zetros.
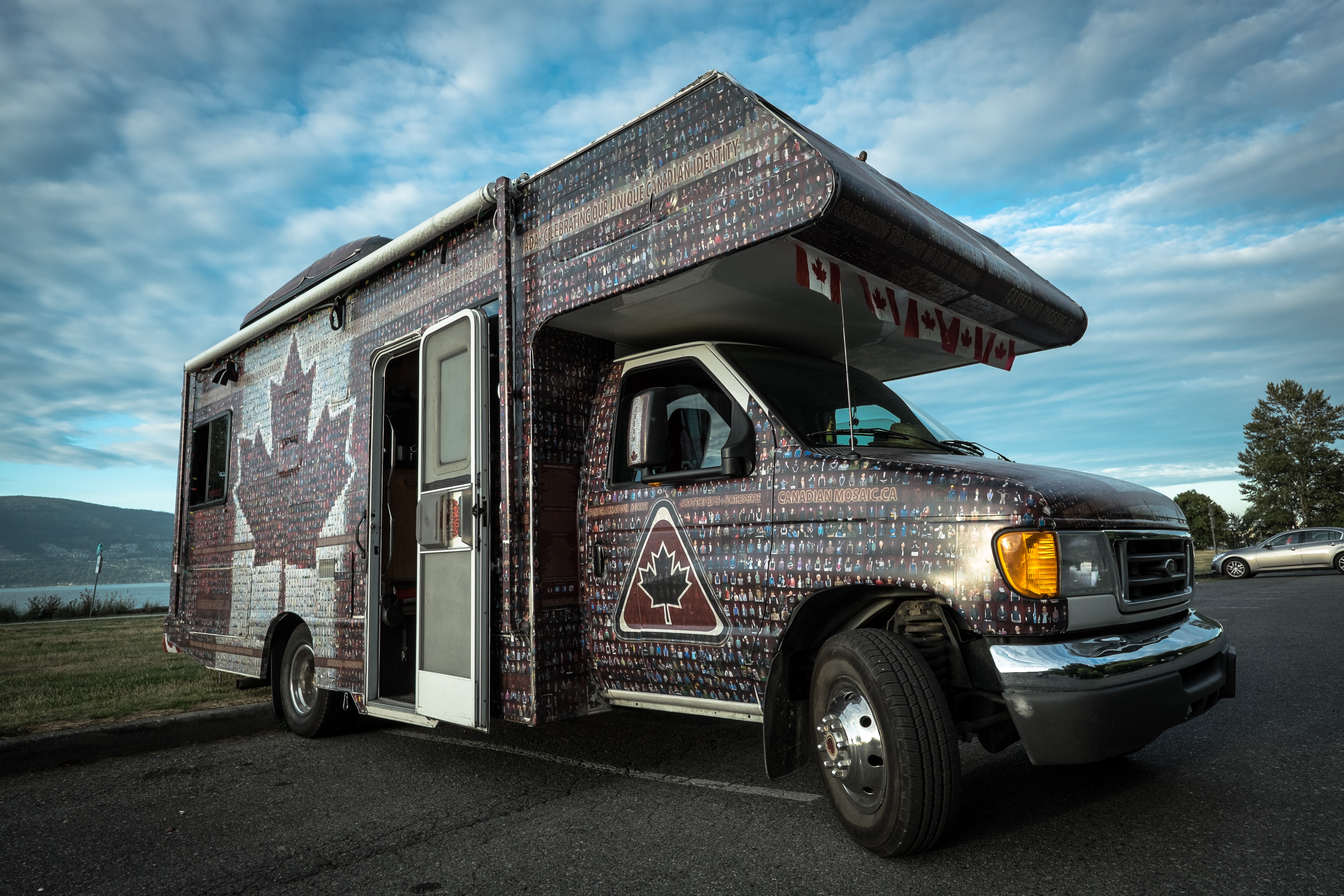
Nowoczesny kamper kanadyjski.
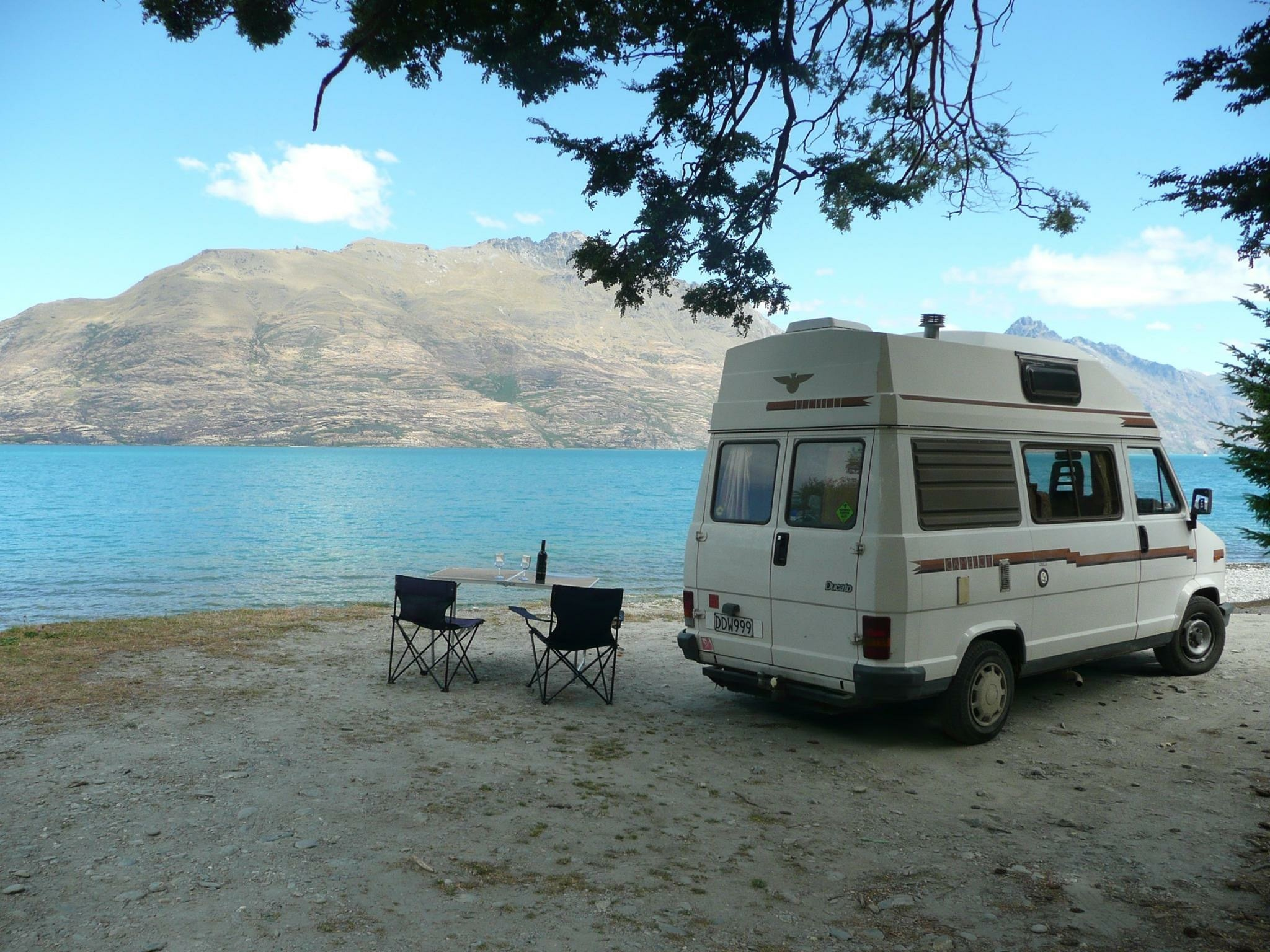
Kamper w parku krajobrazowym w Nowej Zelandii. 2016 rok.
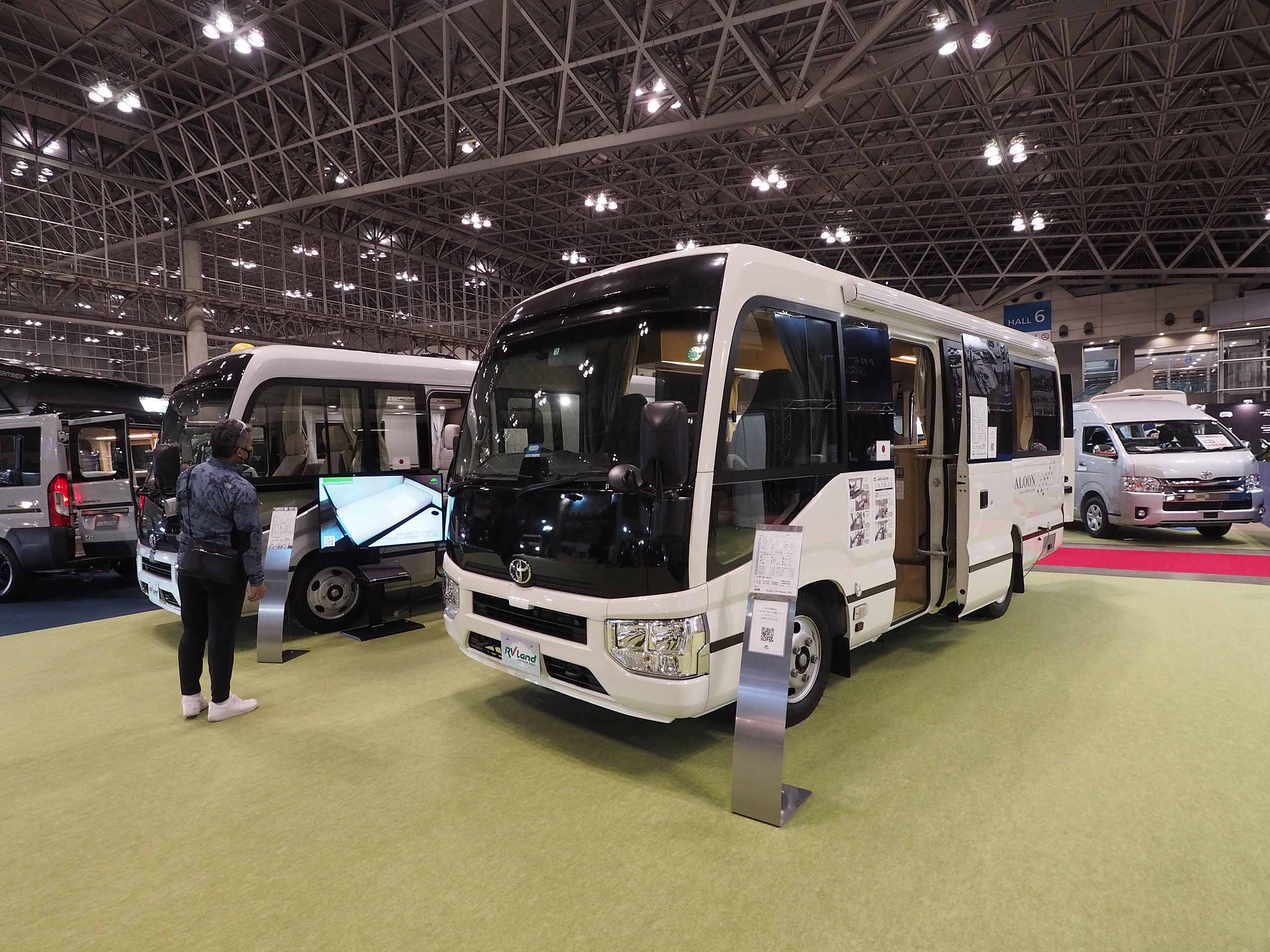
Japońskie kampery na bazie autobusów.
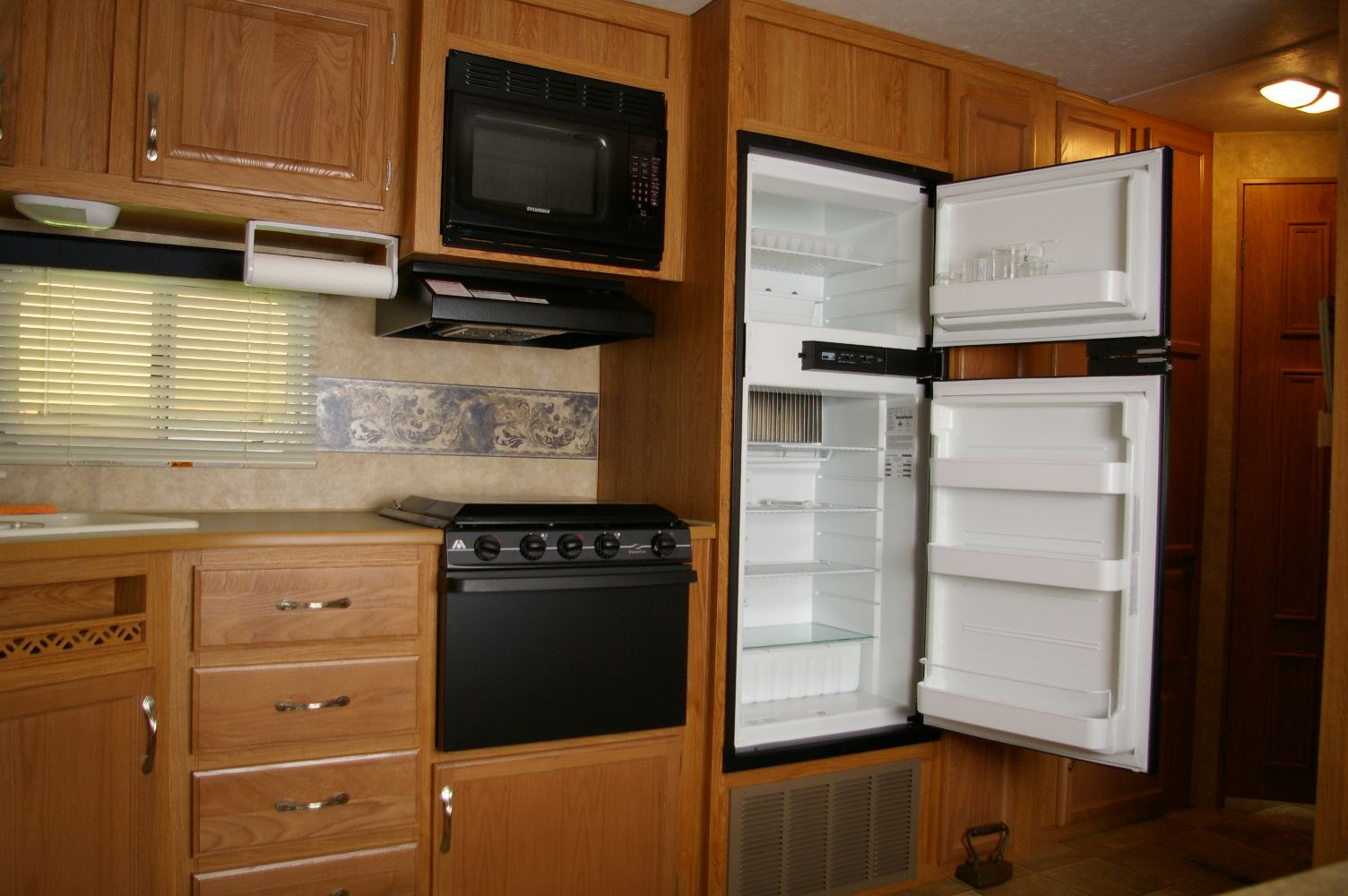
Wyposażenie kuchni w kamperze.